# 1995 WO8
1995 WO8 är en asteroid i huvudbältet som upptäcktes den 18 november 1995 av de båda japanska astronomerna Takeshi Urata och Yoshisada Shimizu vid Nachi-Katsuura-observatoriet.
Asteroiden har en diameter på ungefär 19 kilometer.